# Castro Verde
Castro Verde (prononciation ['kaʃtɾu 'veɾd(ɨ)]) est une ville et une municipalité du Portugal faisant partie du District de Beja, d'une superficie de 569,4 km2 et une population de 7 276 habitants (en 2011). La ville a 3 819 habitants. Ce bourg agricole doit son nom à un ancien castro préhistorique.

## Géographie

### Localisation
Castro Verde est limitrophe :
- au nord, de Aljustrel et Beja (Portugal),
- à l'est, de Mértola,
- au sud, de Almodôvar,
- à l'ouest, de Ourique.

### Climat
L'Océan Atlantique a peu d'influence dans cette région, où la pluie tombe surtout en automne et en hiver, caractéristique d'un climat méditerranéen, Csa, selon le système de classification climatique de Köppen, sub-humides, étés chauds et secs et hivers humides et doux. La moyenne annuelle des précipitations est de 589 mm.
| Mois                              | jan. | fév. | mars | avril | mai  | juin | jui. | août | sep. | oct. | nov. | déc. | année |
| --------------------------------- | ---- | ---- | ---- | ----- | ---- | ---- | ---- | ---- | ---- | ---- | ---- | ---- | ----- |
| Température minimale moyenne (°C) | 5    | 6    | 6    | 8     | 10   | 13   | 15   | 15   | 15   | 12   | 8    | 6    | 9,9   |
| Température moyenne (°C)          | 9    | 10,5 | 11,5 | 13,5  | 16,5 | 20,5 | 23,5 | 23,5 | 22   | 17,5 | 12,5 | 10   | 15,9  |
| Température maximale moyenne (°C) | 13   | 15   | 17   | 19    | 23   | 28   | 32   | 32   | 29   | 23   | 17   | 14   | 21,8  |
| Précipitations (mm)               | 81,3 | 81,3 | 53,3 | 61    | 35,6 | 22,9 | 2,5  | 2,5  | 22,9 | 66   | 76,2 | 83,9 | 589,4 |

| Diagramme climatique                                  |         |         |       |          |          |         |         |          |        |         |         |
| J                                                     | F       | M       | A     | M        | J        | J       | A       | S        | O      | N       | D       |
| 13581,3                                               | 15681,3 | 17653,3 | 19861 | 231035,6 | 281322,9 | 32152,5 | 32152,5 | 291522,9 | 231266 | 17876,2 | 14683,9 |
| Moyennes : • Temp. maxi et mini °C • Précipitation mm |         |         |       |          |          |         |         |          |        |         |         |

## Démographie
| 1801  | 1849  | 1900  | 1930   | 1960   | 1981  | 1991  | 2001  | 2011  |
| ----- | ----- | ----- | ------ | ------ | ----- | ----- | ----- | ----- |
| 2 027 | 5 930 | 7 712 | 11 032 | 11 637 | 7 472 | 7 762 | 7 603 | 7 276 |

## Administration

### Administration municipale
Le maire actuel est Francisco Duarte (CDU).

### Subdivisions

Carte des paroisses de Castro Verde.

Depuis la loi no 11-A/2013 du 28 janvier 2013, portant réorganisation administrative du territoire des freguesias, la municipalité de Castro Verde comprend 4 paroisses (freguesia en portugais) contre 5 auparavant :
- Castro Verde e Casével (fusion de Castro Verde et Casével)
- Entradas
- Santa Bárbara de Padrões,
- São Marcos da Ataboeira